# Ra's al-Bar
Ra's al-Bar es un distrito de la gobernación de Damieta, Egipto. En julio de 2017 tenía una población estimada de 9444 habitantes.
Se encuentra ubicado al norte del país, junto a la costa del mar Mediterráneo y el ramal del Nilo denominado Damieta, en el delta del Nilo.